# Universidad Autónoma de Chihuahua
La Universidad Autónoma de Chihuahua (UACH), es una institución de educación superior con sede en Chihuahua, México. Es considerada la máxima casa de estudios del estado y es la de mayor población estudiantil en Chihuahua.
La UACH una institución de educación superior pública y socialmente responsable que tiene el compromiso de coadyuvar con el desarrollo sustentable, social y económico de la entidad, así como preservar, conservar y fomentar las diversas manifestaciones de la cultura, fue fundada en 1835.

## Historia

### Antecedentes: El Instituto Científico y Literario de Chihuahua
La Universidad Autónoma de Chihuahua ve sus raíces en el antiguo Instituto Científico y Literario de Chihuahua, fundado el 19 de marzo de 1835 con el fin de promover el desarrollo de la cultura en la naciente ciudad de Chihuahua, ofrecía a la comunidad estudios de latinidad y gramática castellana y en su inicio contaba con 21 alumnos. Posteriormente contó con estudios de derecho, medicina y teología, y un equivalente a preparatoria llamado “latinidad”. Inicialmente, el Instituto no poseía un edificio propio, pero fue en 1847 cuando el gobernador Lureano Muñoz Arregui toma la decisión de construirle un edificio propio en frente de la Plaza Hidalgo. 
Después fueron creadas algunas ingenierías como topografía e hidromensión en 1884. El Instituto surpimió la carrera de teología debido a las Leyes de Reforma y entonces solo permaneció impartiendo clases de derecho hasta 1892, año en que el Instituto fue suprimido por el gobernador Miguel Ahumada. Entre los años 1835 y 1900 alrededor de 996 personas recibieron educación en sus aulas. En 1906 inició la Escuela Normal del Estado como parte del Instituto. En 1928, durante los festejos de la Feria de Santa Rita es inaugurado un nuevo edificio luego de que el anterior fuera demolido, este edificio es el que actualmente ocupa la Rectoría. Para 1932 iniciaron clases de las ingeniería en mecánica y electricidad, que en 1948 pasó al Instituto Tecnológico de Chihuahua. En 1935 se introdujo la ingeniería en minas y en 1944 se integró la Escuela de Farmacia "Leopoldo Río de la Rosa" fundada en 1937.
Hacia los años 30, a lo largo y ancho del territorio nacional se empieza a ver la necesidad de transformar los Institutos Científicos y Literarios en Universidades, ante ello un grupo de intelectuales dirigidos por el profesor Martín H. Barrios ve esta necesidad y empieza a solicitar a las autoridades federales y estatales la creación de una Universidad en el estado de Chihuahua, viendo plasmada esta petición en 1950 cuando se solicita la creación de la Universidad del Norte al Gobernador del Estado, Óscar Soto Maynez, idea que se hizo pública el 16 de abril de 1954 en un texto periodístico, en donde habla de las ventajas de la creación de esta universidad además del cómo esta idea fue soñada desde 1927 por el entonces Gobernador Fernando Orozco, idea que fue seguida por los gobernadores Gustavo L. Talamantes, Alfredo Chávez y Fernando Foglio Miramontes.
Ya en 1951, durante la reunión de la recién fundada ANUIES, se propone la creación de la Universidad Autónoma del Norte en la ciudad de Chihuahua.  Para esos tiempos, ya existían las condiciones para que fuera fundada una Universidad en el estado, toda vez que las diversas escuelas preparatorias de los Institutos Regionales en las ciudades de Chihuahua, Juárez y Parral ya sumaban una población de entre mil 400 y mil 600 estudiantes, y en aras de dar solución a la creciente demanda de educación superior en el estado que hacía que muchos alumnos tuvieran que salir de la entidad hacia la Ciudad de México para realizar sus estudios y un gran número de ellos se quedaran a radicar en aquella ciudad, por tal motivo el estado perdió con ello importantes personalidades, así como ayudar a este a modernizarse y empezar a tener actividades productivas en los sectores secundario y terciario, ante lo cual el Gobernador Oscar Soto Máynez decide transformar el Instituto Científico y Literario en la Universidad de Chihuahua dándolo a conocer en su cuarto informe de gobierno el 16 de septiembre de 1954.
El 19 de noviembre se publica en El Heraldo de Chihuahua una iniciativa de Ley Orgánica de la Universidad de Chihuahua.

### Universidad Autónoma de Chihuahua
A partir de la demanda de la población escolar por espacios amplios y suficientes para educarse, el 8 de diciembre de 1954 y siendo Gobernador del Estado Oscar Soto Maynez, el Congreso del Estado expidió el decreto 171 con el cual se estableció la Universidad de Chihuahua por lo que el Instituto Científico y Literario de Chihuahua se convirtió en la universidad del mismo nombre siendo su primer Rector el Dr. Ignacio González Estavillo. Las clases iniciaron el 23 de enero de 1955 con una matrícula de 1,138 alumnos distribuidos entre las escuelas de Medicina, Enfermería, Leyes, Ingeniería, la Prevocacional, Farmacia, Preparatoria y Música estando ubicadas las primeras dos en el Hospital Central, Leyes e Ingeniería en la Quinta Gameros, Música en un inmueble de las calles Coronado y Segunda y el resto en el edificio del antiguo Instituto Científico y Literario.
En 1956 se fundó la Escuela de Ganadería que luego llegaría a ser la Facultad de Zootecnia y Ecología. El 21 de mayo de 1957 dan inicio las transmisiones de Radio Universidad. Para 1958 se creó la Escuela de Contabilidad y Administración, posteriormente Facultad de Contaduría y Administración. En 1960 se fundó la biblioteca central con un acervo de 2,353 volúmenes. En 1963 se fundó la Escuela de Filosofía, Letras y Periodismo la cual cambió el nombre por Facultad de Filosofía y Letras. En 1967 se fundó la Escuela de Agronomía, que llegaría a ser la Facultad de Ciencias Agrícolas y Forestales. 
En 1968 nace la Escuela de Administración Pública y Ciencias Políticas, transformada a Facultad de Ciencias Políticas y Sociales unos años después, siendo ese mismo año en que la universidad adquiere su autonomía y se transforma en la Universidad Autónoma de Chihuahua. En 1974 dio inicio la carrera de Ingeniero Fruticultor, constituyéndose la Escuela Superior de Fruticultura, independizándose de la Escuela de Químicas y se eleva al rango de Facultad en 1985. 
El 12 de mayo de 1978, se inició la construcción del gimnasio universitario que se inauguró el 2 de octubre de 1980. La obra arquitectónica fue construida en su totalidad por ingenieros egresados de la UACH. En 1991, surge la Escuela de Odontología en la capital del estado y la Escuela de Economía Internacional en Hidalgo del Parral.
Para el año de 1996 inicia la construcción del "campus 2", al norte de la ciudad de Chihuahua, en un terreno de alrededor de 200 hectáreas. El 24 de mayo de 2007 se inauguró el Estadio Olímpico Universitario "José Reyes Baeza Terrazas" de la Universidad Autónoma de Chihuahua en el nuevo campus.

### Rectores
| - (1954 - 1955): Ignacio González Estavillo - (1955 - 1957): Felipe Lugo Fernández - (1957 - 1958): Luis Raúl Flores Sánchez - (1958 - 1959): José Fuentes Mares - (1959 - 1962): Saúl González Herrera - (1962 - 1965): Carlos Villamar Talledo - (1965 - 1968): Manuel Russek Gameros - (1968 - 1973): Oscar Ornelas Küchle - (1973 - 1976): José Miller Hermosillo - (1976 - 1979): Antonio Horcasitas Barrio - (1979 - 1985): Reyes Humberto de las Casas Duarte - (1985 - 1985): Rodolfo Acosta Muñoz - (1985 - 1988): Rodolfo Torres Medina - (1988 - 1992): Carlos Ochoa Ortega - (1992 - 1996): Sergio Piña Marshall - (1996 - 2000): Jesús Enrique Grajeda Herrera - (2000 - 2004): José Luis Franco Rodríguez - (2004 - 2010): Raúl Arturo Chávez Espinoza - (2010 - 2016): Jesús Enrique Seáñez Sáenz - (2016 - 2021): Luis Alberto Fierro Ramírez - (2021 - 2022): Jesús Villalobos Jión - (2022): Heliodoro Araiza Reyes - ((2022 -): Luis Alfonso Rivera Campos |

## Escudo
El escudo de la Universidad Autónoma de Chihuahua por fue hecho en 1957 por el muralista Aarón Piña Mora, en él se ven varios elementos, como un rectángulo formado por dos triángulos que representa el libro de la sabiduría, que en su interior tiene unos haces de luz el conocimiento humanístico y el rayo que representa la fuerza de voluntad creadora, cuyo fruto habrá de esparcirse a la sociedad así como el lema de la Universidad. También se puede observar un círculo que es símbolo de la universalidad de las ideas y en el centro de este se hallan los tres cerros que dominan el paisaje del la ciudad de Chihuahua, que son "El Coronel", "Santa Rosa" y "Grande" mismos que también aparecen en el Escudo de Chihuahua y en su orilla aparece el nombre de la Universidad.
Del escudo también se desprenden los colores universitarios, siendo estos el violeta que representa la experiencia, de la profundidad, del misticismo y el misterio y el amarillo oro que representa la voluntad.

### Lema
El lema de la Universidad Autónoma de Chihuahua es "Luchar para lograr, Lograr para dar", representa el anhelo de los universitarios al servicio de la comunidad y fue creado por Imelda Flores Cisneros en 1957.

## Campus
La Universidad Autónoma de Chihuahua cuenta con dos campus principales, ambos localizados en la ciudad de Chihuahua.

### Campus 1
El Campus 1 tiene una extensión de 25 hectáreas que originalmente formaban parte de un terreno de 107 hectáreas que donaron los hermanos Elías al Gobierno del Estado, a fin de que se construyera un parque deportivo y recreativo en memoria de su señora madre, la Sra. Emilia M. de Elías. Esos terrenos ahora son ocupados por la Universidad, la Ciudad Deportiva, el Instituto Tecnológico de Chihuahua, la Escuela Carmen Romano de López Portillo, El Centro de Atencion Multiple (CAM) y la antigua planta de almacenamiento de Pemex. En este campus se encuentran localizadas las Facultades de Artes, Ciencias Agrotecnológicas, Ciencias Políticas y Sociales, Filosofía y Letras, Derecho y Odontología.

### Campus 2
El Campus 2 o Nuevo Campus Universitario se encuentra ubicado en un terreno de doscientas hectáreas en la zona norte de la ciudad, hacia la cual se registra el mayor crecimiento de la mancha urbana, frente al Complejo Industrial Chihuahua y en la confluencia del Periférico de la Juventud y la Carretera Panamericana.
Los terrenos fueron donados a la Universidad Autónoma de Chihuahua por el Gobierno de la República a mediados de los años 80. La construcción inició en agosto de  1996, durante la administración del rector Jesús Enrique Grajeda Herrera y el gobernador Francisco Barrio Terrazas. 
El proyecto Integral del Nuevo Campus Universitario está distribuido en una superficie total de 200 hectáreas de las cuales 100 son ocupadas por edificios, 32 por áreas deportivas, 17 por circuitos viales y 50 por reservas territoriales. A la fecha, las modernas instalaciones del Nuevo Campus alojan a las distintas facultades; así como también el Estadio Olímpico de la Universidad y la Glorieta de los Universitarios Ilustres.

## Unidades Académicas
La UACH está formada por un conjunto de 15 facultades que se encargan de impartir los programas de grado y posgrado. Cada una de estas facultades tiene sus propios órganos académicos, estas son:
| Unidad Académica                            | Sede               | Fundación              | Extensión Chihuahua | Extensión Parral | Extensión Ciudad Juárez | Extensión Delicias | Extensión Cuauhtémoc | Extensión Camargo |
| ------------------------------------------- | ------------------ | ---------------------- | ------------------- | ---------------- | ----------------------- | ------------------ | -------------------- | ----------------- |
| Facultad de Artes                           | Chihuahua          | 8 de diciembre de 1954 |                     | Sí               | No                      | No                 | No                   | No                |
| Facultad de Ciencias Agrícolas y Forestales | Delicias           | 22 de julio de 1967    | No                  | No               | No                      |                    | No                   | No                |
| Facultad de Ciencias Agrotecnológicas       | Chihuahua          | 4 de julio de 1963     |                     | No               | No                      | No                 | Sí                   | No                |
| Facultad de Ciencias de la Cultura Física   | Chihuahua          | 19 de abril de 1956    |                     | No               | Sí                      | No                 | No                   | No                |
| Facultad de Ciencias Políticas y Sociales   | Ciudad Juárez      | 1968                   | Sí                  | No               |                         | No                 | No                   | No                |
| Facultad de Ciencias Químicas               | Chihuahua          | 8 de diciembre de 1954 |                     | No               | No                      | No                 | No                   | No                |
| Facultad de Contaduría y Administración     | Chihuahua          | 3 de diciembre de 1958 |                     | Sí               | No                      | Sí                 | No                   | Sí                |
| Facultad de Derecho                         | Chihuahua          | 8 de diciembre de 1954 |                     | Sí               | No                      | No                 | No                   | No                |
| Facultad de Economía Internacional          | Hidalgo del Parral | 1991                   | Sí                  |                  | No                      | No                 | No                   | No                |
| Facultad de Enfermería y Nutriología        | Chihuahua          | 1976                   |                     | Sí               | No                      | No                 | No                   | No                |
| Facultad de Filosofía y Letras              | Chihuahua          | 2 de junio de 1963     |                     | No               | No                      | No                 | No                   | No                |
| Facultad de Ingeniería                      | Chihuahua          | 8 de diciembre de 1954 |                     | Sí               | No                      | No                 | No                   | No                |
| Facultad de Medicina y Ciencias Biomédicas  | Chihuahua          | 8 de diciembre de 1954 |                     | Sí               | No                      | No                 | No                   | No                |
| Facultad de Odontología                     | Chihuahua          | 1991                   |                     | No               | No                      | No                 | No                   | No                |
| Facultad de Zootecnia y Ecología            | Chihuahua          | septiembre de 1956     |                     | No               | No                      | No                 | No                   | No                |

## Organización
La organización administrativa de la Universidad Autónoma de Chihuahua se da a través de una Unidad Central que integra y apoya las funciones y actividades de las Unidades Académicas que forman parte de la Universidad. 

### Unidad Central
La estructura con que actualmente se cuenta en Unidad Central es fruto del análisis exhaustivo de las funciones y puestos de las estructuras de anteriores administraciones a fin de optimar los recursos tanto humanos como materiales.
Esta estructura se da en forma piramidal y se contemplan niveles de mando dentro de los cuales existen:
- 1 Rector
- 1 Secretario General
- 5 Directores de área
- 1 Abogado general
- Coordinadores

Además: centros, jefes de departamento, jefes de unidad de sistemas, comisión del deporte.

### Unidades Académicas
La Universidad está integrada por 15 Unidades Académicas en los cuales se ofrecen programas de pregrado y posgrado, además de cursos de actualización y educación continua.
Cada una de las Unidades Académicas posee aulas, laboratorios, bibliotecas y talleres, donde se realiza el quehacer docente y la investigación.

### Órganos Colegiados.
Son Aquellos que rigen el funcionamiento de la institución en general y en la Universidad son los siguientes

#### Consejo Universitario
Es la máxima autoridad de la Universidad y se integra por :
- El rector
- Los directores de Facultades.
- Un representante maestro y dos representantes alumnos de cada una de las facultades, escuelas e instituto
- Un representante del sindicato del personal académico
- Un representante del personal del sindicato Administrativo
- El secretario general de la Universidad.

#### Patronato
Es designado por el Consejo Universitario y su objetivo principal es el de obtener recursos financieros y patrimoniales para el cumplimiento de los fines de la Universidad.

#### Consejo de Directores
Es presidido por el Rector e integrado por los Directores de las Facultades, escuelas e institutos, y tiene facultades consultivas.

#### Consejo Consultivo de Área
En los consejos consultivos de cada área participan todas las facultades de la Universidad por conducto de los Secretarios (as) o Coordinadores (as) que desarrollen actividades por conducto de los planteles. Sus funciones principales serán de asesoría para las autoridades universitarias en sus respectivos campos y sesionarán bajo las presidencia del rector de área correspondiente, salvo que ocurra el Rector, en cuyo caso será este quien presida. Sus acuerdos se tomaran por la mayoría de sus votos.

#### Consejo Técnico
Es la máxima autoridad en cada facultad y está integrado por:
- El director
- Tres consejeros técnicos
- Tres alumnos en caso de que exista una sola carrera
- Si hay 2 carreras o más, se elegirán a dos consejeros maestros y dos alumnos por cada una
- También formaran parte del Consejo un consejero maestro y un consejero alumno por división de posgrado

Los consejeros técnicos maestros y alumnos serán nombrados por sus bases. Su nombramiento podrá ser revocado con el acuerdo de más de la mitad de la totalidad de sus representados. Las votaciones en el consejo técnico serán mediante voto secreto, con la modalidad de poderlo emitir públicamente cuando los consejeros hayan recibido esa instrucción de sus bases.

### Órganos Personales

#### Rector
Es el único órgano personal con jurisdicción en toda la Universidad, la duración del cargo es de 6 años y en ningún caso será reelecto. Actualmente, el rector de la UACh es el Mtro. Luis Alfonso Rivera Campos, quien asumió el cargo tras la renuncia de Luis Alberto Fierro Ramírez el 26 de noviembre de 2021.

#### Secretario General
Realiza los procesos de planeación, ejecución, control y evaluación relacionados con los objetivos y programas del área de su competencia de conformidad con las normas, políticas y lineamientos que emanan de la Rectoría y la Ley Orgánica. Ejerce autoridad sobre el jefe de departamento de la Secretaría General y sobre las áreas que le confiera el Rector en casos específicos.

#### Directores de Unidades Académicas
Designado por el Consejo Universitario, de ternas que presenten los consejeros Técnicos respectivos, los Directores de facultades, escuelas e institutos duran en su cargo 6 años y no pueden ser reelectos.

#### Directores de Área
Para cumplir con su objeto, la Universidad operan cuatro Áreas: Académica, de Investigación, de Extensión y Difusión Cultural y de Administración. Los directores serán designados y removidos libremente por el Rector, ante quien serán responsable del correcto desempeño de sus funciones.

## Resultados en el Examen Nacional de Aspirantes a Residencias Médicas
En la edición 2023 del Examen Nacional para Aspirantes a Residencias Médicas (ENARM), la Universidad Autónoma de Chihuahua se posicionó entre las diez instituciones con mayor número de aspirantes seleccionados a nivel nacional. De los 472 egresados que presentaron el examen, 275 fueron admitidos en programas de residencia médica, alcanzando una tasa de aceptación del 58.26 %. Con un promedio general de 59.94 puntos, sus egresados demostraron un sólido desempeño académico, lo que refleja el nivel de preparación clínica que imparte la institución y su compromiso con la excelencia en la formación médica.

## Acreditaciones y membresías
- ANUIES: Asociación Nacional de Universidades e Instituciones de Educación Superior
- CONAHEC: Consorcio para la Colaboración de la Educación Superior en América del Norte
- CACEI: Consejo de Acreditación de la Enseñanza de la Ingeniería

## Alumnos destacados
La Universidad Autónoma de Chihuahua ha educado a parte importante de los más influyentes científicos, humanistas, empresarios, artistas, escritores, filósofos, políticos e incluso deportistas que han colaborado en la construcción del Chihuahua actual.

## Sistema Universitario de Bibliotecas Académicas (SUBA)[8]
Desde la creación de la Universidad Autónoma de Chihuahua (8 de diciembre, 1954), hubo pequeñas bibliotecas independientes, donde cada una realizaba el proceso técnico de los materiales. Éstas fueron creciendo conforme se fueron creando más facultades.
El 14 de abril del 2000, en Acta número 382 del H. Consejo Universitario, se aprueba la integración y funcionamiento del Sistema Universitario de Bibliotecas Académicas (SUBA), con fundamento en los artículos 8º y fracción primera del 9º de la Ley Orgánica de la Universidad Autónoma de Chihuahua.
Las bibliotecas cuentan con estanterías abiertas, el material documental se clasifica de acuerdo con el Sistema de Clasificación Decimal Dewey y son catalogados de acuerdo con las Reglas de Catalogación Angloamericanas 2da edición y con las Resource Description and Access (RDA).
El SUBA, está integrado por la Coordinación General y 17 bibliotecas de diferentes Unidades Académicas.
Las unidades que integran la Coordinación General son:
- Coordinación General.
- Administración
- Sistemas y Procesos Técnicos.
- Seguridad y Salud en el Trabajo y Ambiental.
- Bases de Datos y Servicios de Referencia.
- Acreditaciones y estadísticas.
- Servicios Bibliotecarios y Sistema de Gestión.
- Proyectos.
- Capacitación.

Las Bibliotecas que dependen directamente de la Coordinación General del SUBA son las siguientes:
- Biblioteca Central.[9]
- Biblioteca Central Parral.
- Biblioteca de la DES de Ingenierías.
- Biblioteca de la DES Salud.

Mientras que las bibliotecas que a continuación se enlistan, dependen directamente de las Facultades:
- Biblioteca "M.V. Federico Rubio Lozano" Facultad de Zootecnia y Ecología.
- Biblioteca "Reyes Humberto de las Casas" Facultad de Ciencias Agrícolas y Forestales.
- Biblioteca "Eva Mariscal Robles" Facultad de Ciencias Agrotecnológicas.
- Biblioteca de la Facultad de Ciencias Agrotecnológicas ext. Cuauhtémoc.
- Biblioteca "Antonio Horcasitas Barrios" Facultad de Contaduría y Administración.
- Biblioteca de la Facultad de Contaduría y Administración, ext. Delicias.
- Biblioteca de la Facultad de Contaduría y Administración, ext. Camargo.
- Biblioteca "Lic. Oscar Ornelas K". Facultad de Derecho.
- Biblioteca "Bertrand Russell" Facultad de Filosofía y Letras.
- Biblioteca de la Facultad de Artes.
- Biblioteca "José Fuentes Mares" Facultad de Ciencias Políticas y Sociales (Cd. Juárez).
- Biblioteca de la Facultad de Ciencias de la Cultura Física.
- Biblioteca de la Facultad de Medicina y Ciencias Biomédicas ext. Colón.

## Deportes
La Universidad cuenta con diversos equipos representativos de diversas disciplinas que participan en ligas estudiantiles amateur así como en diversas justas deportivas a nivel estatal, regional y nacional. Entre los conjuntos de la Universidad se encuentran los siguientes:
- Fútbol americano: Águilas UACH de la ONEFA.
- Básquetbol Masculino: Dorados UACH de la Liga ABE.
- Básquetbol Femenil: Adelitas UACH de la Liga ABE.
- Beisbol varonil.

### Fútbol amateur varonil y femenil.
- Fútbol rápido varonil y femenil.
- Voleibol de sala varonil y femenil.
- Voleibol de playa femenil.
- Tenis de Mesa varonil y femenil.
- Handball varonil.

Otros deportes en los que la Universidad compite son el Ajedrez, Atletismo, Béisbol, Boxeo, Gimnasia aeróbica, Halterofilia, Judo, Karate, Luchas asociadas, Softball, Tae kwon do, Tenis, Tenis de mesa, Tiro con arco y Triatlón.
Para la práctica de estos deportes la UACH cuenta con un complejo de instalaciones deportivas construido en el Campus II, en donde destaca el Estadio Olímpico Universitario, que es usado para la práctica de fútbol, fútbol americano y atletismo. Por otro lado, la Universidad cuenta también con el Gimnasio Manuel Bernardo Aguirre para la práctica de básquetbol en el Campus I.

## Radio
La universidad cuenta con un sistema radiofónico, llamado Radio Universidad (RU), que opera cinco estaciones de radio en FM, dos en la ciudad de Chihuahua, una en Ciudad Cuauhtémoc, una en Parral y una más en Delicias.